# La Palma (Darién)
La Palma es la capital de la provincia panameña de Darién, situada a orillas del océano Pacífico, en el extremo de una amplia península que separa la desembocadura del río Tuira (sinuoso estuario llamado golfo de San Miguel) de la recogida bahía o ensenada de Garachiné. 
En contraposición a la mayoría del territorio selvático del Darién, La Palma tiene un clima tropical de sabana. 
Se cultiva arroz, maíz, algodón, caña de azúcar, yuca y otros cultivos de subsistencia. Entre los productos de las cosechas comerciales cabe citar los plátanos. Destaca la manufactura de madera y los aserraderos que toman la materia prima de sus frondosos bosques (en altura). 
Alejada del recorrido de la carretera Panamericana, está escasamente comunicada; frecuentemente las relaciones con otros puertos se realizan mediante navegación de cabotaje.

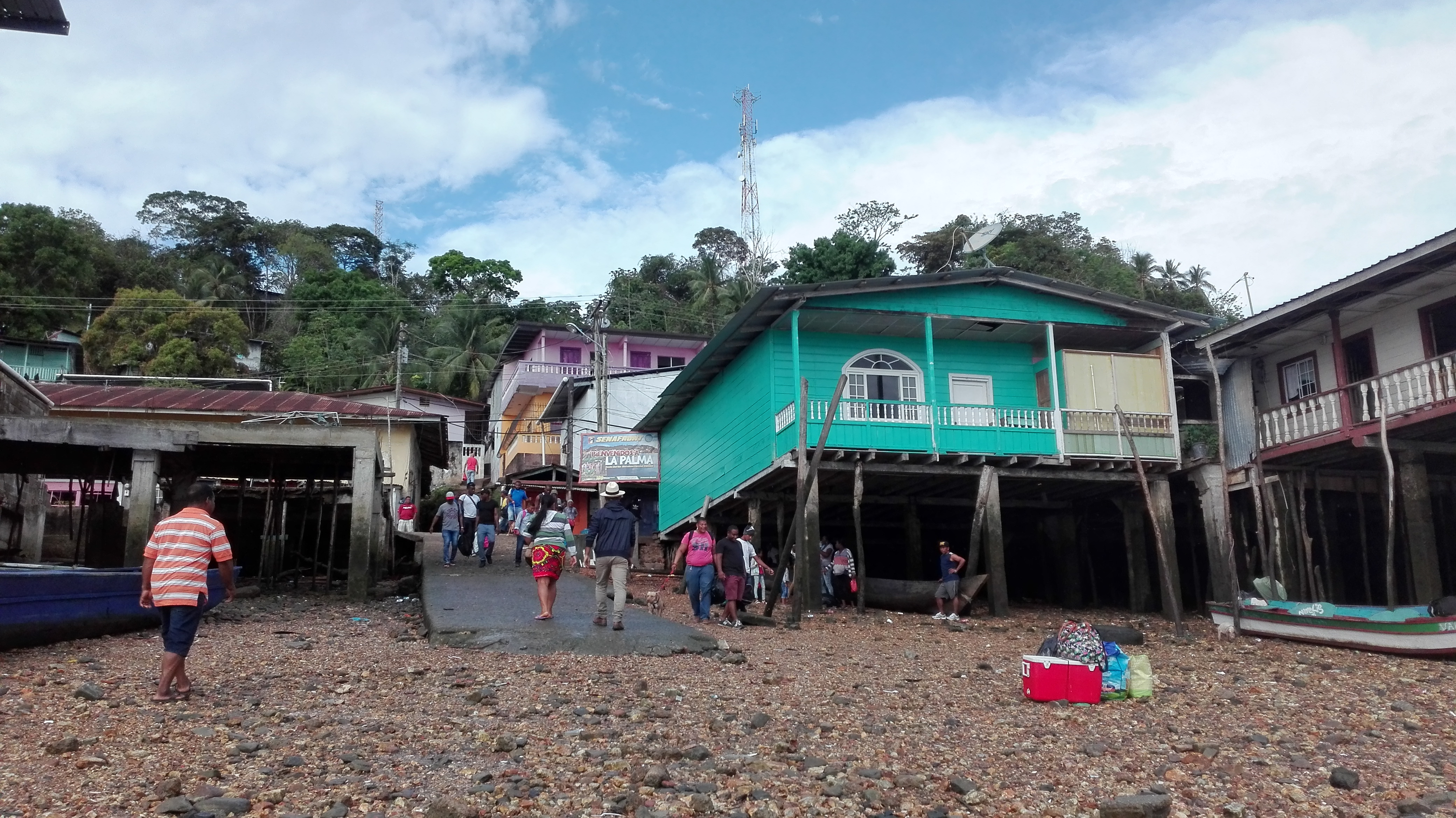
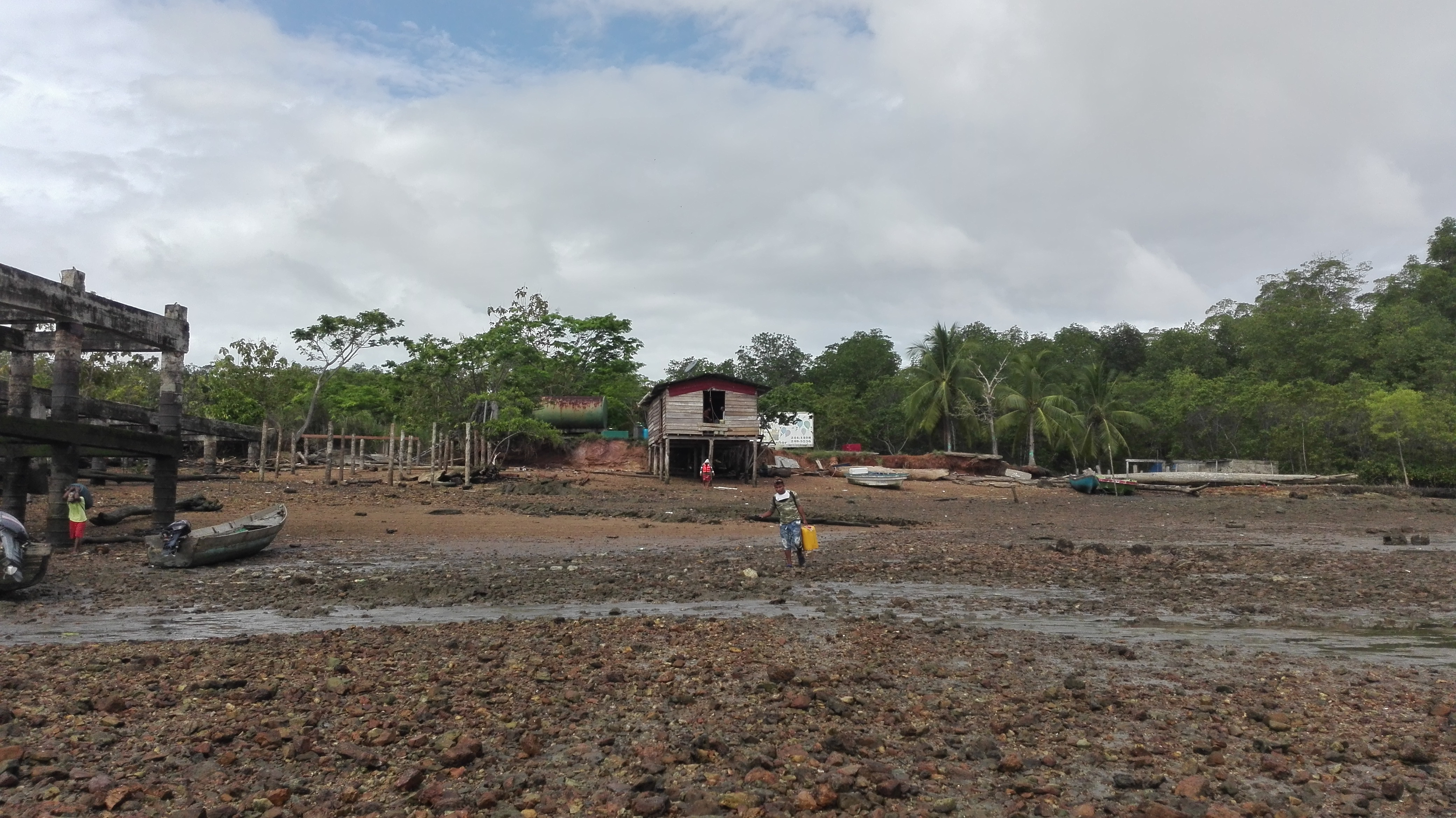
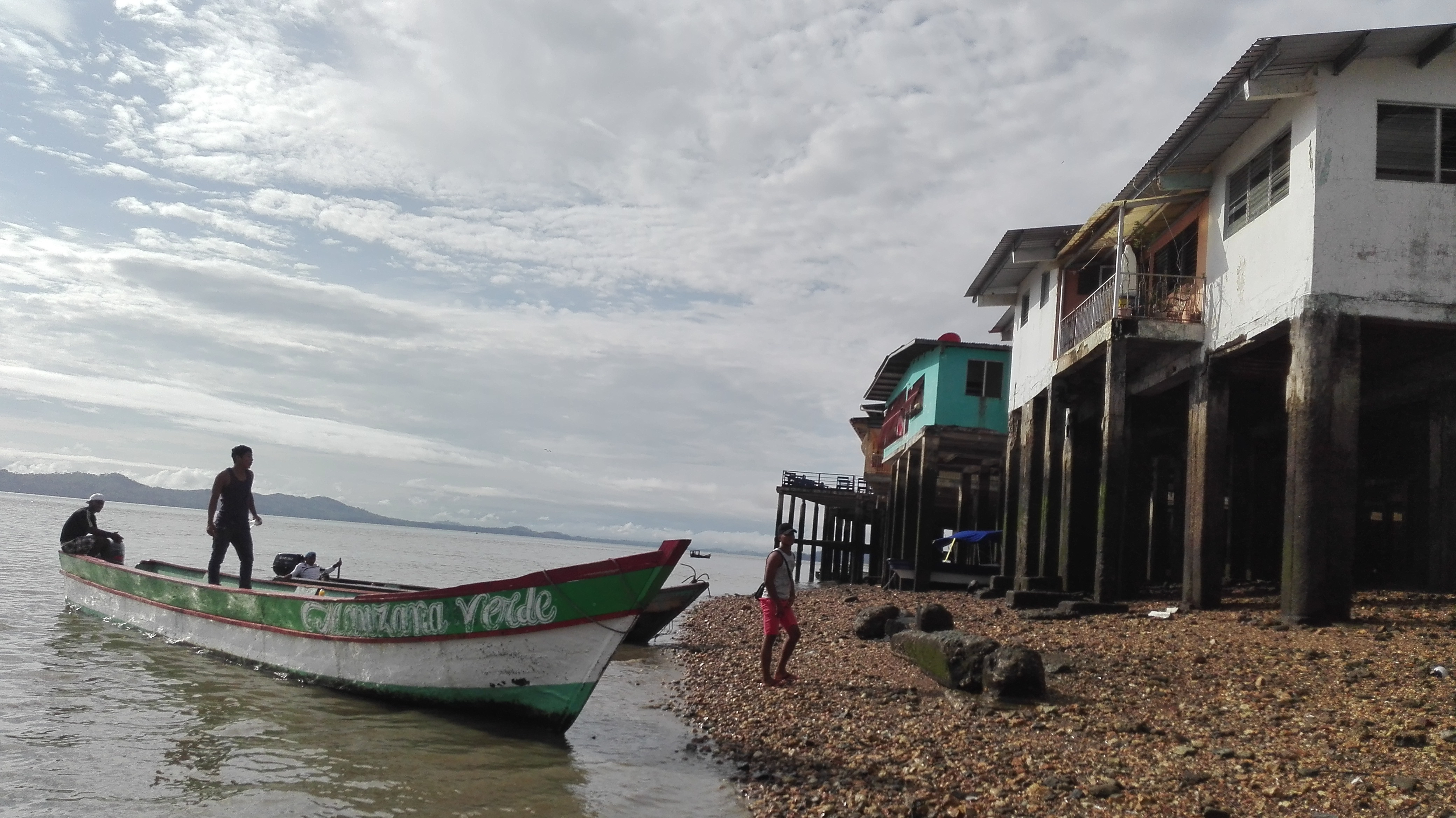
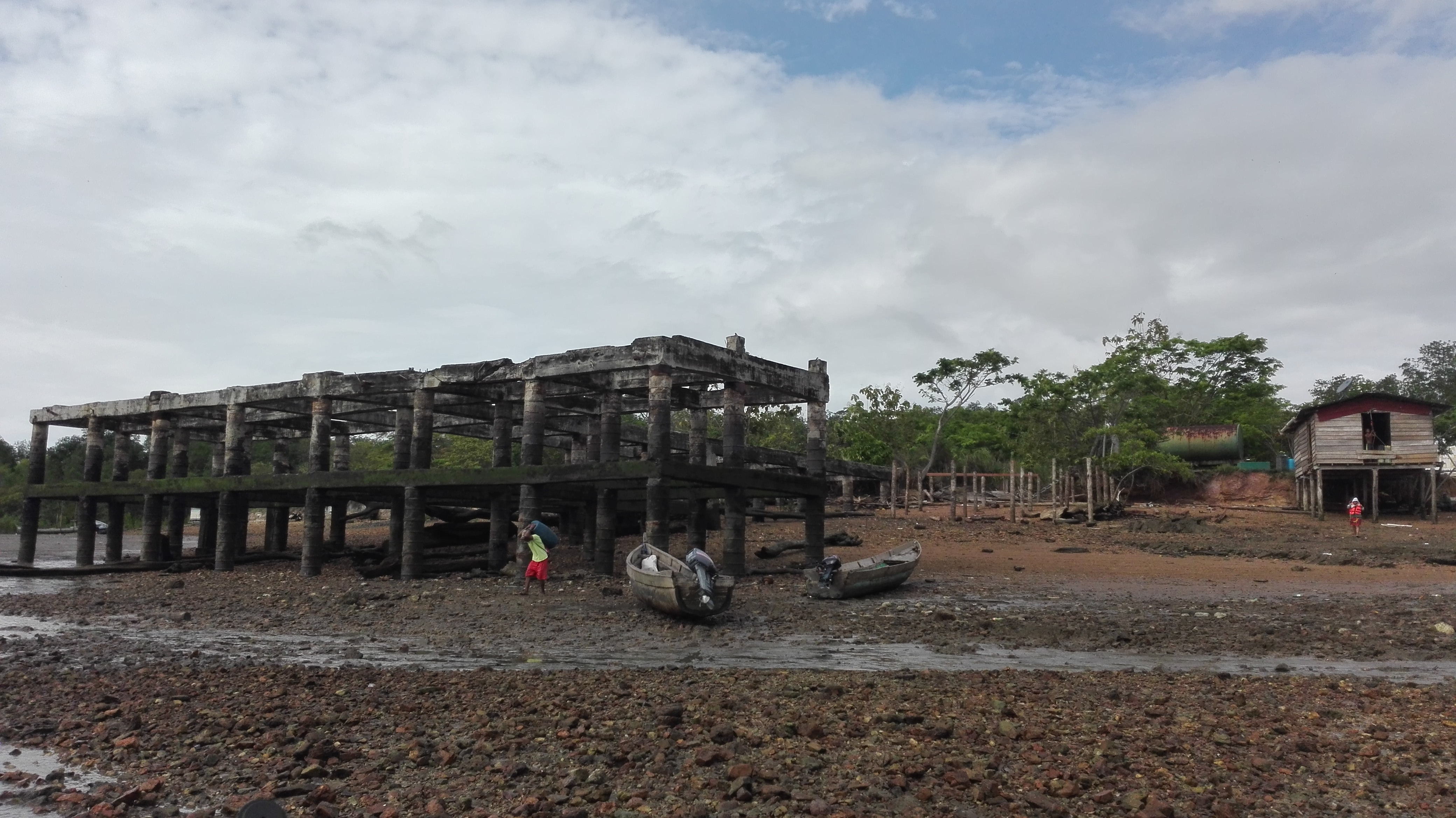